# Ферв'ю (Оклахома)
Ферв'ю (англ. Fairview) — місто (англ. city) в США, в окрузі Мейджор штату Оклахома. Населення — 2740 осіб (2020).

## Географія
Ферв'ю розташований за координатами 36°16′14″ пн. ш. 98°28′37″ зх. д. / 36.27056° пн. ш. 98.47694° зх. д. (36.270610, -98.477017).  За даними Бюро перепису населення США в 2010 році місто мало площу 18,67 км², з яких 18,58 км² — суходіл та 0,09 км² — водойми.

## Демографія
Згідно з переписом 2010 року, у місті мешкало 2579 осіб у 1133 домогосподарствах у складі 718 родин. Густота населення становила 138 осіб/км².  Було 1329 помешкань (71/км²).
Расовий склад населення:
| - 94,6 % — білих - 2,1 % — корінних американців - 0,3 % — чорних або афроамериканців - 0,3 % — азіатів - 0,1 % — вихідців з тихоокеанських островів |

До двох чи більше рас належало 2,3 %. Частка іспаномовних становила 2,6 % від усіх жителів.
За віковим діапазоном населення розподілялося таким чином: 22,6 % — особи молодші 18 років, 56,0 % — особи у віці 18—64 років, 21,4 % — особи у віці 65 років та старші. Медіана віку мешканця становила 43,6 року. На 100 осіб жіночої статі у місті припадало 87,8 чоловіків;  на 100 жінок у віці від 18 років та старших — 86,9 чоловіків також старших 18 років.
Середній дохід на одне домашнє господарство  становив 54 940 доларів США (медіана — 46 563), а середній дохід на одну сім'ю — 66 285 доларів (медіана — 52 440). Медіана доходів становила 51 406 доларів для чоловіків та 27 625 доларів для жінок. За межею бідності перебувало 21,9 % осіб, у тому числі 33,1 % дітей у віці до 18 років та 20,4 % осіб у віці 65 років та старших.
Цивільне працевлаштоване населення становило 1171 осіб. Основні галузі зайнятості: освіта, охорона здоров'я та соціальна допомога — 22,9 %, роздрібна торгівля — 12,5 %, сільське господарство, лісництво, риболовля — 11,6 %.